# Entre Cabelos, Olhos e Furacões
Entre Cabelos, Olhos e Furacões é o primeiro álbum ao vivo da cantora e compositora gaúcha Catto, lançado em 18 de junho de 2013 pela Universal Music. O projeto possui direção de vídeo de Willand Pinsdorf e direção de show de Ricky Scaff, e foi gravado no Auditório Ibirapuera em São Paulo nos dias 2 e 3 de fevereiro de 2013.

## Lista de faixas
| N.º | Título                                      | Duração |  |
| 1.  | "Saga / Alazão (Clarões)"                   | 4:37    |  |
| 2.  | "Ascendente em Câncer"                      | 3:02    |  |
| 3.  | "Roupa do Corpo"                            | 3:15    |  |
| 4.  | "Boulevard of Broken Dreams / Piensa en Mi" | 3:31    |  |
| 5.  | "Eu Te Amo (And I Love Her)"                | 3:00    |  |
| 6.  | "Adoração"                                  | 3:54    |  |
| 7.  | "Sem Medida"                                | 3:10    |  |
| 8.  | "Redoma"                                    | 4:09    |  |
| 9.  | "Johnny, Jack & Jameson" (com Blubell)      | 4:47    |  |
| 10. | "Rima Rica Frase Feita / Puro Teatro"       | 4:49    |  |
| 11. | "A Sós"                                     | 3:59    |  |
| 12. | "Mergulho"                                  | 3:20    |  |
| 13. | "Luz Negra"                                 | 4:09    |  |
| 14. | "Ave de Prata"                              | 3:56    |  |
| 15. | "Saga"                                      | 4:57    |  |
| 16. | "A Sorte é Cega"                            | 2:33    |  |
| 17. | "20 e Poucos Anos"                          | 4:26    |  |
| 18. | "Quem é Você" (Versão estúdio)              | 3:11    |  |

| DVD |                                                                        |         |  |
| N.º | Título                                                                 | Duração |  |
| 1.  | "Saga / Alazão (Clarões)"                                              |         |  |
| 2.  | "Ascendente em Câncer"                                                 |         |  |
| 3.  | "Crime Passional"                                                      |         |  |
| 4.  | "Roupa do Corpo"                                                       |         |  |
| 5.  | "Eu Menti Pra Você / Mente / Meu Mundo Caiu / Volta Por Cima / Galope" |         |  |
| 6.  | "Boulevard of Broken Dreams / Piensa en Mi"                            |         |  |
| 7.  | "Eu Te Amo (And I Love Her)"                                           |         |  |
| 8.  | "Nescafé"                                                              |         |  |
| 9.  | "2 Perdidos"                                                           |         |  |
| 10. | "Adoração"                                                             |         |  |
| 11. | "Sem Medida"                                                           |         |  |
| 12. | "Redoma"                                                               |         |  |
| 13. | "Johnny, Jack & Jameson" (com Blubell)                                 |         |  |
| 14. | "Rima Rica Frase Feita / Puro Teatro"                                  |         |  |
| 15. | "Dia Perfeito"                                                         |         |  |
| 16. | "A Sós"                                                                |         |  |
| 17. | "Mergulho"                                                             |         |  |
| 18. | "Luz Negra"                                                            |         |  |
| 19. | "Ave de Prata"                                                         |         |  |
| 20. | "Saga"                                                                 |         |  |
| 21. | "A Sorte é Cega"                                                       |         |  |
| 22. | "20 e Poucos Anos"                                                     |         |  |
| 23. | "Making Of" (Extras)                                                   |         |  |
| 24. | "Quem é Você" (Videoclipe) (Extras)                                    |         |  |